# Naturpark Erzgebirge/Vogtland

Logo

Der Naturpark Erzgebirge/Vogtland erstreckt sich über die oberen Lagen von Vogtland und Erzgebirge im Südosten Deutschlands entlang der Staatsgrenze zu Tschechien. Er ist damit der Naturpark Deutschlands mit der größten Längsausdehnung von 120 km. Trägerorganisation ist der „Zweckverband Naturpark Erzgebirge/Vogtland“. Er umfasst folgende Schutzgebiete:
- 181 Flächennaturdenkmale (FND)
- 14 Landschaftsschutzgebiete (LSG)
- 45 Naturschutzgebiete (NSG)
- 48 Fauna-Flora-Habitat-Gebiete (FFH)
- 8 Vogelschutzgebiete (SPA)

## Landschaft
Der Naturpark mit einer Gesamtfläche von etwa 1.495 km² liegt zwischen der Weißen Elster im Vogtland und der Freiberger Mulde im Osterzgebirge in einer Höhe von etwa 500 m NN und mit dem Fichtelberg bis 1.215 m und umfasst alle wichtigen Schutzgebiete, Wälder, Naturdenkmale, die sich in der Nähe von Elstergebirge und Erzgebirgskamm, also in den oberen Teilen von Westerzgebirge und Osterzgebirge befinden. Er erstreckt sich über die südlichen Teile des Vogtlandkreises, des Erzgebirgskreises und des Landkreises Mittelsachsen, der die östliche Grenze des Naturparks bildet. Von den Städten Plauen, Reichenbach im Vogtland, Zwickau, Chemnitz, Freiberg und Dresden aus ist er in einer Entfernung von 20 bis 50 km sowohl durch individuellen Verkehr als auch mit ÖPNV durch ein sehr dichtes Straßennetz oder mit dem Fahrrad gut zu erreichen. Im Winter sind im gesamten Gebiet Wintersportmöglichkeiten vorhanden. Durch das Gebiet führen etwa 5.000 km ausgeschilderte Wanderwege. Das Gebiet ist zum Teil dicht besiedelt (ca. 327.000 Einwohner in 92 Städten und Gemeinden) und touristisch sehr gut erschlossen. Es gliedert sich in 9 % Siedlungsgebiet, 30 % Landwirtschaftsfläche und 61 % Wälder. Zu den geographischen und landschaftlichen Besonderheiten siehe die Beschreibungen der jeweiligen Landkreise und die Artikel Vogtland, Erzgebirge, Westerzgebirge und Osterzgebirge. Durch einen Großteil des Naturparks führt die Ferienstraße Silberstraße.